# Pequeño estudio
Pequeño estudio fue un espacio dramático emitido por la cadena española La 1 de TVE desde 1968 hasta 1973.

## Formato
Se trataba de un programa que incluía episodios de ficción de estilo teatral autoconclusivos de en torno a una hora de duración y sin mayor conexión temática, de personajes o de actores entre ellos. La única conexión es que se trataba de guiones expresamente escritos para televisión en buna medida por autores noveles que habían participado en el Concurso Permanente de Guiones. Hubo alguna excepción y algunos episodios fueron firmados por autores más consagrados como Antonio Gala, Víctor Ruiz Iriarte, Carlos Muñiz o José López Rubio. Los guiones podían ser opriginales o bien adaptaciones de textos literarios, entre otros, de Miguel de Unamuno, Ramón Gómez de la Serna, Ramón J. Sender o Miguel Delibes.
Entre los directores de los diferentes episodios figuran algunos de los más destacados de la pequeña pantalla de la época, como Pilar Miró, Cayetano Luca de Tena, Alfredo Castellón, Sergi Schaaff o Josefina Molina.

## Equipo artístico
En cuanto al cuadro de actores, intervinieron en al menos un episodio, los siguientes intérpretes:
- Agustín González
- Alfonso del Real
- Alicia Hermida
- Álvaro de Luna
- Ana Belén
- Ana María Vidal
- Ana Mariscal
- Andrés Mejuto
- Ángel Picazo
- Antonio Casal
- Blanca Sendino
- Carlos Lemos
- Carlos Mendy
- Carmen de la Maza
- Charo López
- Elvira Quintillá
- Emilio Gutiérrez Caba
- Enric Arredondo
- Enriqueta Carballeira
- Estanis González
- Félix Dafauce
- Félix Navarro
- Fernando Cebrián
- Fernando Chinarro
- Fernando Delgado
- Fernando Guillén
- Fernando Sánchez Polack
- Gemma Cuervo
- Guillermo Marín
- Ismael Merlo
- Jaime Blanch
- Jesús Enguita
- José Blanch
- José Bódalo
- José Caride
- José Franco
- José María Caffarel
- José María Prada
- José Orjas
- José Sacristán
- José Sancho
- José Vivó
- Juan Diego
- Laly Soldevila
- Lola Cardona
- Lola Gaos
- Lola Herrera
- Luis Morris
- Luis Peña
- Luis Varela
- Luisa Sala
- Manuel Alexandre
- Manuel Dicenta
- Manuel Galiana
- Manuel Torremocha
- Mari Carmen Prendes
- María Guerrero López
- María Isbert
- María José Alfonso
- María José Goyanes
- Marisa Paredes
- Mary Delgado
- Mary Paz Pondal
- Mercedes Barranco
- Mercedes Prendes
- Modesto Blanch
- Nélida Quiroga
- Nicolás Dueñas
- Nuria Carresi
- Pablo Sanz
- Paco Morán
- Pedro Mari Sánchez
- Pedro Poercel
- Pedro Sempson
- Pepe Martín
- Ramón Reparaz
- Ricardo Merino
- Sancho Gracia
- Silvia Tortosa
- Susana Canales
- Teresa Hurtado
- Tina Sáinz
- Tomás Blanco
- Tota Alba
- Valentín Tornos
- Valeriano Andrés
- Vicente Haro

## Listado de episodios (parcial)
- Un hombre irremediable   (3 de octubre de 1968)
- Tres Hombres Honrados    (17 de octubre de 1968)
- Prohibido aparcar    (25 de octubre de 1968)
- En una noche así    (1 de noviembre de 1968)
- Noche cerrada   (8 de noviembre de 1968)
- Un nuevo rey Midas    (22 de noviembre de 1968)
- El maestro de Carrasqueda    (29 de noviembre de 1968)
- El embarcadero    (20 de diciembre de 1968)
- Enemigos    (1969)
- Fraude    (1969)
- Juego Limpio    (1969)
- Un día en la gloria    (3 de enero de 1969)
- La herida    (10 de enero de 1969)
- La corona de dalias    (4 de febrero de. 1969)
- El carnaval    (12 de febrero de. 1969)
- La casi viuda    (5 de marzo de 1969)
- El amigo de Lázaro    (2 de abril de 1969)
- Ivanóvich y Semenóvich    (23 de abril de 1969)
- Trascacho Méndez    (30 de abril de 1969)
- Raquel en octubre    (7 de mayo de 1969)
- La llave    (14 de mayo de 1969)
- Un mal negocio    (21 de mayo de 1969)
- Nuestro mundo    (3 de junio de 1969)
- La coartada    (18 de junio de 1969)
- Los zapatos    (25 de junio de 1969)
- El sombrero    (1 de octubre de 1969)
- El soltero indolente    (16 de octubre de 1969)
- El encuentro    (23 de octubre de 1969)
- Impromptu de Nochevieja   (1 de enero de 1970)
- Deja tu esperanza en el balcón    (7 de enero de 1970)
- El profesor auxiliar    (3 de julio de 1970)
- La trampa    (10 de julio de 1970)
- El misterio de la estafeta    (17 de julio de 1970)
- La abuela Raimunda    (24 de julio de 1970)
- Las siemprevivas se marchitan en otoño    (31 de julio de 1970)
- El cumpleaños    (7 de agosto de 1970)
- El herrero de Betsaida    (14 de agosto de 1970)
- La escalera    (23 de agosto de 1970)
- Tragedia negra para voces blancas    (13 de septiembre de 1970)
- Lucidez Final    (20 de septiembre de 1970)
- El agua en las manos    (26 de septiembre de 1970)
- Supercheria   (1971)
- Sin ningun misterio    (20 de agosto de 1972)
- El golpe    (17 de septiembre de 1972)
- Periodista sin garra    (24 de septiembre de 1972)
- La bella por la discreta    (1 de octubre de 1972)
- Sin decir oste ni moste    (20 de octubre de 1972)
- Con un solo pie    (3 de noviembre de 1972)
- Matrícula de Alemania    (17 de noviembre de 1972)
- Cuando un amigo llega    (8 de diciembre de 1972)
- Han robado al niño    (3 de enero de 1973)
- Un cafe del puerto    (19 de enero de 1973)
- Cuando regresan los héroes    (9 de febrero de. 1973)
- El ladrón de paisajes    (2 de marzo de 1973)
- La carta de anteayer    (9 de marzo de 1973)
- La sombra del delito    (30 de marzo de 1973)